# Donji Barbeš
Donji Barbeš (en serbe cyrillique : Доњи Барбеш) est un village de Serbie situé dans la municipalité de Gadžin Han, district de Nišava. Au recensement de 2011, il comptait 169 habitants.

## Démographie
| 1948 | 1953 | 1961 | 1971 | 1981 | 1991 | 2002 | 2011 |
| ---- | ---- | ---- | ---- | ---- | ---- | ---- | ---- |
| 601  | 628  | 574  | 457  | 366  | 271  | 217  | 169  |

|  |